# Samma stjärnor lysa för oss två

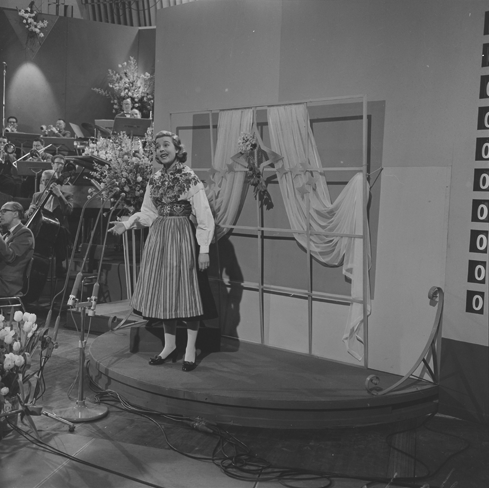
Alice Babs interpretando la canción durante un ensayo del Festival de la Canción de Eurovisión 1958.

«Samma stjärnor lysa för oss två» —en español: «La misma estrella brilla para nosotros dos»— es una canción compuesta por Åke Gerhard e interpretada en sueco por Alice Babs. Fue elegida para representar a Suecia en el Festival de la Canción de Eurovisión de 1958 como «Lilla stjärna» tras ser seleccionada internamente por la emisora sueca Sveriges Radio.

## Festival de la Canción de Eurovisión 1958

### Selección
«Samma stjärnor lysa för oss två» fue seleccionada para representar a Suecia en el Festival de la Canción de Eurovisión 1958 por la emisora sueca Sveriges Radio. La cantante elegida para interpretarla, Alice Babs, pidió que la letra de la canción fuese cambiada, por lo que la emisora sueca encargó a Gunnar Wersén, periodista y empleado de Sveriges Radio, que escribiese una nueva letra para la canción, que fue renombrada a «Lilla stjärna». Debido a estos cambios, el compositor, Åke Gerhard, prohibió la publicación de la canción de manera comercial.

### En el festival
La canción participó en el festival celebrado en los estudios AVRO en Hilversum el 12 de marzo de 1958, siendo interpretada por la cantante sueca Alice Babs. La orquesta fue dirigida por Dolf van der Linden.
Fue interpretada en sexto lugar, siguiendo a Luxemburgo con Solange Berry interpretando «Un grand amour» y precediendo a Dinamarca con Raquel Rastenni interpretando «Jeg rev et blad ud af min dagbog». Al final de las votaciones, la canción recibió 10 puntos, obteniendo el cuarto puesto de 10.